# Can Suris (Camprodon)
Can Suris és un edifici de Camprodon que forma part de l'Inventari del Patrimoni Arquitectònic de Catalunya. És un projecte historicista amb arrels barroques i modernistes. El projecte original no incloïa llindes ni buits arrodonits, sinó que eren rectes. El mateix autor ho modificà en fase de direcció. L'edifici és propietat de la parròquia i ha tingut diversos usos.

## Descripció
És un edifici inicialment residencial, desenvolupat en cantonada, amb planta baixa i un pis superior. La façana, de caràcter modernista historicista, és feta amb maçoneria irregular deixada vista, carreus emmarcant les obertures i una sanefa de ceràmica vidriada a mitjana alçada de la planta baixa. La coberta és de fibrociment orientat a dos costats (nord i sud) i acabat en barbacanes que rematen les façanes.

## Història
L'arquitecte autor del projecte, Josep Renom i Costa, va fer modificacions durant l'obra. El primer projecte data de 1912. El seu primer propietari fou el senyor Josep M. Suris. L'any 1935 fou adquirida per les religioses de la congregació anomenada Immaculat Cor de Maria i reformada pel contractista Josep Casals. Durant molts anys va ser una guarderia infantil. Era coneguda a Camprodon com l'edifici de "les monges".
Amb posterioritat a l'any 2009 s'hi va aixecar una segona planta i obrir una porta donant al carrer València on abans hi havia finestres.